# Granmoen
Granmoen est une localité du comté de Nordland, en Norvège.

## Géographie
Administrativement, Granmoen fait partie de la kommune de Vefsn.